# Мидии по-рейнски

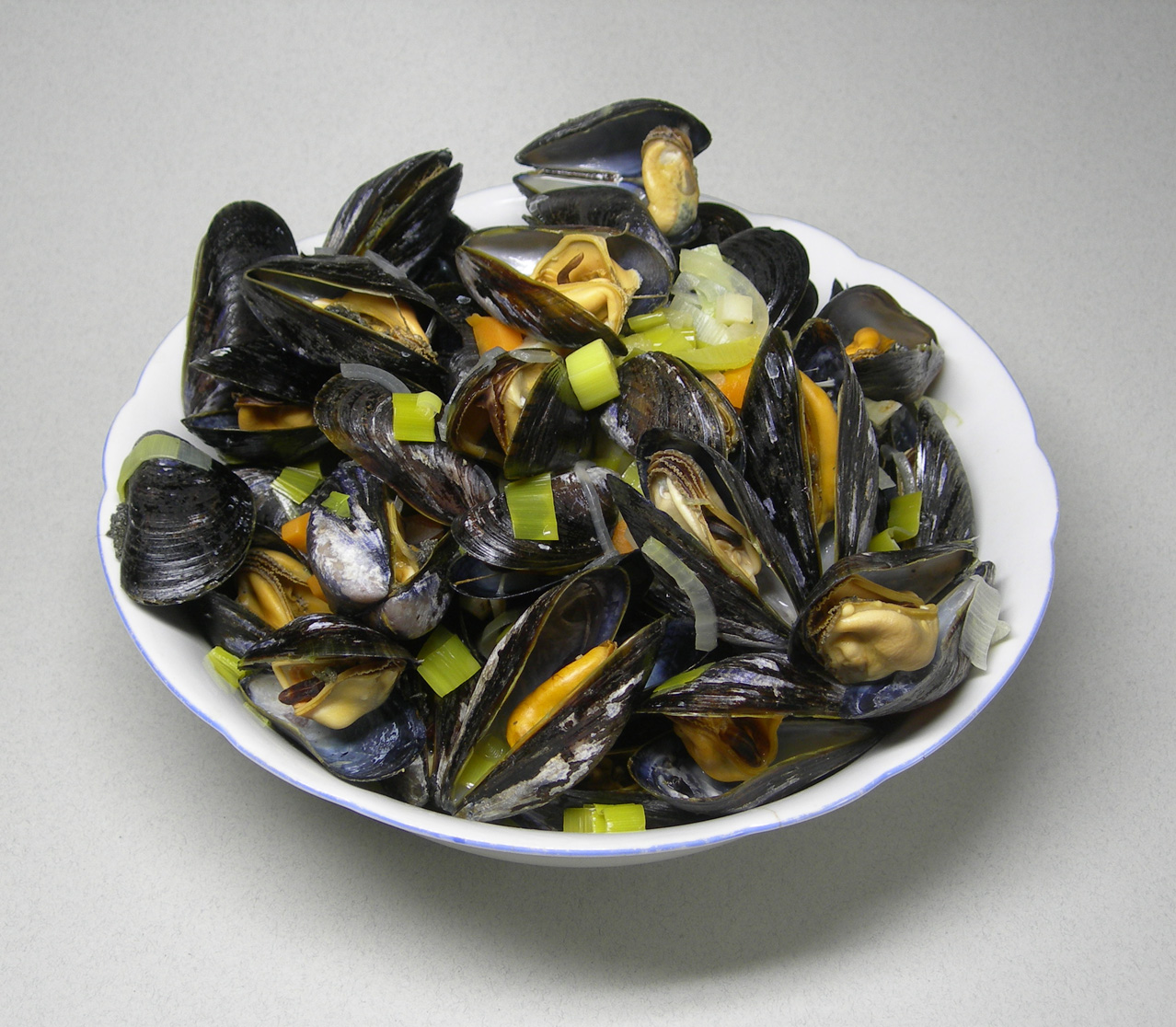
Мидии по-рейнски

Мидии по-рейнски (нем. Muscheln rheinische Art) — классическое блюдо немецкой кухни. Основные ингредиенты блюда — мидии из Северного моря у дельты Рейна и белое вино со Среднего и Верхнего Рейна — были издавна доступны в Рейнской области благодаря хорошо развитому речному транспорту. До начала XX века мидии считались в Германии бедняцкой едой, в послевоенное время улов мидий с морского побережья, где водились овцы, коровы и рыба, а дефицит продовольствия был менее заметен, часто отправляли в Северный Рейн — Вестфалию, и таким образом мидии стали популярным блюдом в Рейнско-Рурском регионе.
Для приготовления мидий по-рейнски репчатый лук, лук-порей, морковь и сельдерей режут кубиками или полосками и припускают в сливочном масле и гасят в большом количестве белого вина, предпочтительно, сухого рислинга, приправляют солью, чёрным перцем, а также в зависимости от рецепта лавровым листом, душистым перцем, гвоздикой и чесноком. В полученный бульон опускают промытые живые мидии и тушат, пока не откроются створки их раковин. На Севере Германии мидии по-рейнски готовят также на пиве, бульоне или просто воде.
Мидии по-рейнски по традиции подают в глубоких тарелках, мисках или горшках с крышками порциями весом почти в килограмм в небольшом количестве бульона с овощами со столовыми приборами и едят по традиции с чёрным хлебом с маслом.